# Wolfshagen im Harz
Wolfshagen im Harz ist ein Luftkurort und Ortsteil von Langelsheim im Landkreis Goslar, Niedersachsen.

## Geographie
Wolfshagen liegt im nordwestlichen Oberharz im Naturpark Harz. Es befindet sich zwischen der Innerstetalsperre im Westen und der Granetalsperre im Osten sowie zwischen den Städten Seesen im Westsüdwesten und Goslar im Osten auf etwa 260 bis 430 m ü. NHN. Nordöstlich vom Ortskern liegt der Heimberg (352,5 m ü. NHN). Durch den Ort verläuft der Harzer Försterstieg. Der Steinway Trail führt von Wolfshagen nach Seesen.

## Geschichte
Wolfshagen im Harz wurde 1316 erstmals urkundlich als Wulveshagen genannt; die Endung -hagen weist die Siedlung als einen Ort der mittelalterlichen Rodungsperiode aus. Nordwestlich des Ortes befinden sich die Reste einer offenbar unvollendeten Burganlage von beträchtlichem Ausmaß, der Burg Burghagen.
1958 lebten etwa 2800 Einwohner in Wolfshagen, heute sind es noch ungefähr 2300.
Der Ort wurde anlässlich der niedersächsischen Gebietsreform am 1. Juli 1972 in die Stadt Langelsheim eingemeindet.

## Politik

### Ortsrat
Der Ortsrat, der Wolfshagen vertritt, setzt sich aus sieben Mitgliedern zusammen. Die Ratsmitglieder werden durch eine Kommunalwahl für jeweils fünf Jahre gewählt.
Bei der Kommunalwahl 2021 ergab sich folgende Sitzverteilung:
| Ortsrat 2021Insgesamt 7 Sitze - SPD: 4 - CDU: 3 |

### Ortsbürgermeister
Ortsbürgermeister ist Burkhard Pahl (SPD).

## Natur
Die Natur rund um Wolfshagen ist weitgehend intakt; einige der dort vorkommenden Tier- und Pflanzenarten sind endemisch in der Harzregion. So lebt etwa eine große Population der Geburtshelferkröte (Alytes obstetricans) die von der IUCN auf der Roten Liste gefährdeter Arten geführt wird, in einem stillgelegten Steinbruch am Heimberg. 

## Persönlichkeiten
- Heinrich Engelhard Steinweg (1797–1871) wurde hier geboren und begründete als Henry E. Steinway die Klavierbauer-Dynastie Steinway & Sons in New York.

## Rock am Beckenrand
Das Rock-am-Beckenrand-Festival ist ein jährlich stattfindendes Open-Air-Festival in Wolfshagen im Harz. Austragungsort ist das Waldfreibad des Kurorts, das an das Naturschutzgebiet und Biotop Diabas-Steinbruch angrenzt.
Im Jahr 2017 fand das Musikfestival erstmals an 2 Tagen statt, unter anderen traten 2017 Anti-Flag aus den USA und Royal Republic aus Schweden auf. Veranstalter war von 2007 bis 2014 Waldfreibad Wolfshagen e. V., seit 2015 veranstaltet der gemeinnützige Verein Rock am Beckenrand e. V. das Rock-Festival.